# Nesea
Nesea è un personaggio della mitologia greca. È una delle Nereidi, ninfe del mare figlie di Nereo e protettrici dei naviganti. Fu la nutrice di Aristeo e compagna di sua madre, la ninfa Cirene.